# ورونیکا رومرو
ورونیکا رومرو (به انگلیسی: Verónica Romero)، با نام کامل ورونیکا رومرو سوتوکا (به انگلیسی: Verónica Romero Sotoca)(زاده ۱۸ ژوئیهٔ ۱۹۷۸) خواننده، ترانه‌سرا و بازیگر اسپانیایی است.